# Quinatzin Tlaltecatzin

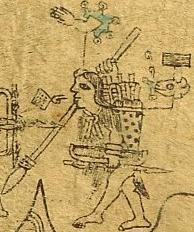
Przedstawienie Quinatzina w azteckim manuskrypcie pt. Codex Xolotl, stworzonym po hiszpańskim podboju Meksyku czyli wiele lat po czasach życia Quinatzina

Quinatzin Tlaltecatzin (ur. 1252 w Texcoco, zm. 1331 tamże) – czwarty chichimecateuctli (z nahuatl pan Chichimeków) i pierwszy władca państwa-miasta Texcoco, znany również jako Quinatzin II. Rządził, w zależności od źródeł, w latach 1272–1331 lub 1298–1357. 
Jako dowódca brał udział w zbrojnych walkach w Acolhuacan. Korzystając z wygranej w nich, przeniósł siedzibę władzy Chichimeków z miasta Tenayuca do Texcoco, przez co znaczenie tego pierwszego miasta stało się drugorzędne.

## Rodzina
Pochodził z założonej przez jego pradziadka dynastii Chichimeca-Acolhua zwanej też Chichimecayotl. Ojcem Quinatzina był Tlotzin Pochotl, władca Chichimeków, a matką szlachcianka o imieniu Icpacxochitl lub Pachxochitzin. W linii męskiej jego dziadkiem był Nopaltzin, pradziadkiem Xolotl, a babcią księżniczka Tolteków Azcatl Xochitl. Ożenił się z huexotlańską księżniczką Cuauhcihuatzin i miał z nią syna Techotlalatzina oraz wnuka Ixtlilxochitla I. Teściowa Quinatzina nazywała się Tomiyauh.  